# Torre KOI
La Torre KOI est un gratte-ciel de 279 mètres construit en 2017 à San Pedro Garza García dans la banlieue de Monterrey au Mexique. 
C'est l'un des plus hauts gratte-ciel du Mexique.